# Tham tri
Tham tri (chữ Nho: 參知) là một chức vụ đặc biệt thời Nguyễn được đặc bổ tại các bộ trong Lục bộ, trật Tòng nhị phẩm, hàm Phụng trực đại phu, khi mất truy tặng Cáo thụ Trung phụng đại phu. Tham tri là chức triều đình bổ nhiệm để giúp các quan Thượng thư tại Lục bộ và vì vậy, là chức quan cao cấp thứ 2 trong một bộ, dưới Thượng thư, và trên Thị lang. Tham Tri tương ứng với cấp Thứ Trưởng ngày nay.
Nguyên trong các triều đại Trung Hoa và các triều đại Việt Nam trước thời Nguyễn, Tham tri là một thuật ngữ để chỉ chức Tham tri chính sự của các vị Đại học sĩ. Đầu thời Lê, Tham tri là chức quan coi giữ sổ sách trong một đạo, dưới quan Hành khiển.
Thời Nguyễn, chức Tham tri không còn được dùng như xưa. Thời này, Tham tri là một chức được đặc bổ tại các bộ. Chức Tham tri bao gồm hai quan Tả, Hữu Tham tri dưới quyền quan Thượng thư một bộ. Quan Tham tri thời này không chỉ giới hạn là quan Đại học sĩ như các triều đại xưa vì Tham tri thời Nguyễn là quan thuộc cấp bộ. Quan Tham tri có thể là quan trong cùng một bộ được thăng hoặc có thể là quan được bổ nhiệm từ các bộ khác. Ví dụ như Doãn Uẩn được thăng trong cùng một bộ từ chức Lang trung bộ Hộ rồi Tham tri bộ Hộ cùng năm 1832. Ngược lại, Nguyễn Tri Phương được thăng từ một bộ khác từ chức Tả Tham tri bộ Lễ vào năm 1837 sang chức Tả Tham tri bộ Công năm 1840.